# Roc del Pui (Ribera d'Urgellet)
El Roc del Pui és una muntanya de 939 metres que es troba al municipi de la Ribera d'Urgellet, a la comarca de l'Alt Urgell.